# Rolf Gauffin
Rolf Gustav Richard Gauffin, född 16 februari 1926 i Malmö Sankt Johannes församling, Malmö, död 29 maj 2007 i Kungsholms församling, Stockholm
, var en svensk diplomat, tolk och frilansjournalist.

## Biografi
Gauffin var son till direktören Richard Gauffin och Valborg Hellström. Han studerade vid Institut Sciences Politiques i Paris 1948–1951 och avlade filosofie magister-examen i Paris 1954. Gauffin var därefter redaktör i fransk radio 1954–1960 samt konferenstolk vid OECD, Unesco och EG i Paris och Bryssel 1960–1965. Han gick på lärartolkskolan vid Sorbonne-universitetet i Paris 1963–1965, var pressattaché vid ambassaden och EG-delegationen i Bryssel 1966 och pressattaché i Rom 1968. Gauffin var departementssekreterare vid utrikesdepartementet (UD) 1976, pressråd i Paris 1977, kansliråd vid UD 1981 och ambassadråd i Kairo 1982. Han var minister i New Delhi 1983–1987, ambassadör i Damaskus 1987–1991 samt i Beirut 1990–1991, och tjänstgjorde på UD från 1991.
Efter mordet på Indira Gandhi 1984 och våldsamheter uppstod, hotades flera ledande sikher till livet. Gauffin var vid den tidpunkten minister i New Delhi och tog hand om och gav skydd åt dem han kunde. Under sin tid som ambassadör i Syrien 1988 var han var med och fritog två skandinaviska gisslan i Libanon, FN-tjänstemännen  svensken Jan Stening och norrmannen William Jörgensen. År 2010 kom det fram uppgifter om att svenska regeringen i själva verket hade betalat kidnapparna fem miljoner kronor, en summa som överlämnades av Gauffin och en särskilt utsänd handläggare, ambassadören Stig Elvemar.
Efter sin pensionering skapade och ledde Gauffin ett initierat nyhetsbrev angående förbindelserna mellan Algeriet och den forna kolonialmakten Frankrike. Samtidigt upprätthöll han kontakter med välplacerade vänner i bland annat Indien och Mellanöstern. Gauffin gjorde även reportageresor i länder som Afghanistan och Algeriet.
Den 7 december 2001 greps Gauffin på Indira Gandhis internationella flygplats efter att indiska finanspolisen fått ett tips om att Gauffin och hans fru sysslade med valutasmuggling. Paret skulle då flyga till Singapore och reste med svenskt diplomatpass trots att Gauffin var pensionerad sedan drygt ett decennium. I bagaget fann polisen sedlar till ett värde av 11 miljoner svenska kronor. Efter att paret Gauffin lämnat borgensumman på motsvarande 500 000 kronor kunde de i slutet av april 2002 lämna Tiharfängelset i New Delhi. Paret Gauffins pass beslagtogs och de belades med reseförbud av de indiska myndigheterna. De lämnade därefter Indien innan rättegången inleddes och flög till Paris där Sveriges ambassad den 9 juli utfärdade nya pass till paret. Gauffin uppgav att smugglingsförsöket egentligen handlat om ett kuriruppdrag i syfte att illegalt föra ut pengar ur Indien till biståndsverksamhet i Sydostasien. Efter tiden i fängelse i Indien skrev han boken Skuggflykten (2005).
Gauffin var gift med Jeanne Mathieu (född 1926), dotter till civilingenjören Marcel Mathieu och Anne-Marie Chardon. Paret hade två barn. Gauffin avled 2007 och gravsattes på Skogskyrkogården i Stockholm.